# جرج گرات
جرج گرات (انگلیسی: George Garratt؛ زادهٔ 1882) بازیکن فوتبال است.